# 아쿠아리우스 (로켓)
아쿠아리우스(Aquarius)는 미국 에어로젯이 개발하다가 중단된 우주로켓이다. 가압식 사이클을 사용하는 액체수소 로켓이다.

## 같이 보기
- 가압식 사이클
- 씨런치